# Клів Картмілл
Клів Юджин Картмілл (англ. Cleve Eugene Cartmill, 21 червня 1907 (частина джерел вказує 1908), Платтевілл — 11 лютого 1964, Коста-Меса) — американський письменник-фантаст та автор детективних творів.

## Біографія
Клів Картмілл народився у штаті Вісконсин, пізніше в дитинстві разом із батьками перебрався до штату Каліфорнія. Розпочав працювати у 20-х роках ХХ століття на різних посадах — журналістом, радіооператором, бухгалтером, у 1927 році деякий час працював у компанії «American Radium Products Company», де займався вивченням радіоактивних матеріалів. У 1941 році вирішив розпочати письменницьку кар'єру. З початку письменницької діяльності Картмілл співпрацював із відомим видавцем фантастичних творів Джоном Вудом Кемпбеллом, який після початку Другої світової війни втратив значну кількість своїх авторів, які були мобілізовані до армії. Першим опублікованим твором автора стало оповідання «Оскар (англ. Oscar)», яке вийшло друком на початку 1941 року. У 1942 році вийшов перший та єдиний фантастичний роман письменника «Прелюдія до Армагеддону» (англ. Prelude to Armageddon). У 1944 році Картмілл видав детективний роман «Злочин у моїх руках» (англ. Crime on My Hands). Проте в 1944 році письменницька кар'єра Кліва Картмілла ледь не закінчилась, після того, як співробітники ФБР провели допит Картмілла та його видавця Джона Вуда Кемпбелла з приводу даних, опублікованих у оповіданні «Лінія смерті» (англ. Deadline), за допомогою яких можна було б сконструювати атомну бомбу, проєкт зі створення якої був незадовго до цього запущений у США. Лише після ретельного вивчення фактів, та свідчень письменника і видавця, а також пізніше низки інших письменників Айзека Азімова і Роберта Гайнлайна, силовики прийшли до висновку, що опис бомби дійсно взятий виключно з відкритих джерел, проте співробітники ФБР взяли з Картмілла підписку не публікувати до кінця війни твори з даними про створення атомної бомби.
Клів Картмілл публікував свої твори до 1956 року. Помер письменник у 1964 році в місті Коста-Меса, похований письменник на кладовищі в окрузі Оріндж в Каліфорнії.

## Особисте життя
Клів Картмілл був одружений, його син Метт Картмілл був професором біології і антропології Бостонського університету.

### Романи
- 1942 — Прелюдія до Армагеддону (англ. Prelude to Armageddon)
- 1944 — Злочин у моїх руках (англ. Crime on My Hands), у співавторстві з Крейгом Райсом

### Збірки
- 1975 — Космічні сміттярі (англ. The Space Scavengers)
- 2003 — Збірка фантастики Кліва Картмілла (англ. The Collected Fantastic Fiction of Cleve Cartmill)

### Оповідання
- 1941 — Оскар (англ. Oscar)
- 1941 — Форма бажання (англ. Shape of Desire).
- 1941 — Немає новин на сьогодні (англ. No News Today)
- 1941 — Часточка гобелену (англ. Bit of Tapestry)
- 1942 — Зв'язок (англ. The Link)
- 1942 — Угода (англ. The Bargain)
- 1942 — З полум'яними мечами (англ. With Flaming Swords)
- 1942 — Скинення (англ. Overthrow)
- 1942 — Якого дня ми вас знайдемо (англ. Some Day We'll Find You)
- 1943 — Немає кумира (англ. No Graven Image)
- 1943 — Вартовий (англ. Guardian)
- 1943 — Переслідувачі (англ. The Persecutors)
- 1943 — Завтра назавжди (англ. Forever Tomorrow)
- 1943 — Підмайстер убивці (англ. Murderer's Apprentice)
- 1943 — Давайте щезати (англ. Let's Disappear)
- 1943 — Темне світло (англ. The Darker Light)
- 1943 — Тихо! (англ. Wheesht!)
- 1943 — Пекло розлютилось (англ. Hell Hath Fury)
- 1943 — Візит селюка (англ. Visiting Yokel)
- 1943 — Прибирання (англ. Clean-Up)
- 1944 — Лінія смерті (англ. Deadline)
- 1944 — Інтрига (англ. Cabal)
- 1944 — Кінь за дверима (англ. The Horse Next Door)
- 1946 — Це тебе вб'є (англ. This’ll Kill You)
- 1946 — Метод Палмера (англ. The Palmer Method)
- 1946 — Крадіжка відпадає (англ. Thieves Fall Out)
- 1947 — Велика десятка (англ. The Ten Grand)
- 1947 — Останній лист доктора Бронсона (англ. The Last Letter of Dr. Bronson)
- 1949 — Порятунок (англ. Salvage)
- 1949 — Дзвоники на його ногах (англ. Bells on His Toes)
- 1949 — Великий Джек і пані (англ. High Jack and Dame)
- 1949 — Густіше за воду (англ. Thicker Than Water)
- 1950 — Політ під смертю (англ. Fly Down Death)
- 1950 — Номер дев'ять (англ. Number Nine)
- 1950 — Смертельний забіг (англ. Dead Run)
- 1950 — Маленький Джо (англ. Little Joe)
- 1950 — Выбивання подушок (англ. Punching Pillows)
- 1950 — Немає таємного місця (англ. No Hiding Place)
- 1950 — Велетенська тварюка (англ. Huge Beast)
- 1950 — Недлік капітана (англ. Captain Famine)
- 1951 — Зелений кіт (англ. The Green Cat)
- 1951 — Ви не можете це вимовити (англ. You Can't Say That)
- 1951 — Про ваш сервіс (англ. At Your Service)
- 1952 — Ні залізні ґрати (англ. Nor Iron Bars), у співавторстві з Деном Келлі
- 1953 — Моя леді усміхається (англ. My Lady Smiles)
- 1954 — Вік не завадить (англ. Age Cannot Wither)
- 1955 — Юнак, будь-який? (англ. Youth, Anybody?)
- 1956 — Кохання після Судного дня (англ. Love After Doomsday)